# Forshaga (gemeente)
Forshaga is een Zweedse gemeente in Värmland. De gemeente behoort tot de provincie Värmlands län. Ze heeft een totale oppervlakte van 399,3 km² en telde 11.460 inwoners in 2004.

## Plaatsen
- Forshaga (plaats)
- Deje
- Dyvelsten
- Tjärnheden
- Olsäter
- Mölnbacka
- Visterud
- Tången en Rudshult
- Östra Deje